# 永不放棄 (2015年大愛電視劇)
《永不放棄》，是一部描寫李瑾萍師姐、林玉地師兄的真實人生電視劇，由張靜之、黃玉榮、王中皇、林秀玲、張維錫、高山峰、韓宜邦、張懷媗、史黛西、陳　霆、袁儷珊、張　倩、林子瑄主演，於2015年7月31日在大愛電視台20:00首播。中天娛樂台於2015年7月31日21:00播出。

## 角色列表

### 主角群
| 演員   | 角色   | 關係 |
| 張靜之 | 李瑾萍 | 本劇主角。 |
| 王詩涵 | 李瑾萍 | 幼年李瑾萍。 |
| 黃玉榮 | 林玉地 | 本劇主角 |
| 陳彥豪 | 林玉地 | 幼年林玉地。 |
| 王中皇 | 李當和 | 瑾萍的父親。莊過、淑珍的公公，李家的一家之主。擔任鄰長多年，為人熱心又勤快，深受鄉民的愛戴，最常說的一句話是「你家的事就是我家的事」                                             |
| 林秀玲 | 黃金鳳 | 瑾萍的母親。莊過、淑珍的婆婆，從小訓練瑾萍要靠自己的力量完成任何事情，雖然態度強硬但內心卻是心疼又難過。永遠把最好的留給孩子，即使孩子遇到再大的困難，也會想辦法幫孩子度過難關。 |
| 張維錫 | 李文章 | 瑾萍的大哥。原本怕與姨啊起衝突而與太太搬離開家，但在台北的生活並不好過，經由大家的勸說，才返回家中幫忙父親農田的工作，是李父不可或缺的好幫手。                                   |
| 高山峰 | 李文政 | 瑾萍的二哥。十分顧家，面對有困難的家人，義不容辭的幫忙。獨自一人研發紅豆事業並開設紅豆廠，卻在事業如日中天時發生意外，但他命運敗，變得更堅強！                                   |
| 袁儷珊 | 張淑珍 | 瑾萍的二嫂。李家次媳。幫忙文政處理紅豆廠事務，與文政一同打拼，在文政低潮時期，陪伴在文政身旁，給予他最大的支持與安慰。                                                           |
| 韓宜邦 | 李文倚 | 昔為大惡人，已改正。瑾萍的三哥。從小較喜愛玩耍，不愛讀書，但對母親十分貼心，母親也對他疼入心，欠很多錢。                                                                         |
| 傅顯捷 | 李文倚 | 幼年李文倚 |
| 張懷媗 | 李純招 | 瑾萍的二姊。裁縫師，曾開設店面，是瑾萍的師傅，教瑾萍許多技巧。 |
| 史黛西 | 李敏婷 | 瑾萍的三姊。與瑾萍感情要好，除了姨啊外，就是三姊幫忙瑾萍按摩，在瑾萍難過時，也陪伴在身旁。                                                                                       |
| 吳若湄 | 李敏婷 | 幼年李敏婷 |

### 其他角色
| 演員   | 角色         | 介紹                                                                                       |
| 張倩   | 玉地母親     | 玉地的母親，因丈夫在外另組家庭，為了生活到外地工作，只好將玉地托付給婆婆照顧。             |
| 陳霆   | 玉地父親     | 玉地的父親，年親時在外另組家庭，造成玉地有個孤單的童年。                                   |
| 呂曉菁 | 莊 過        | 瑾萍的大嫂。李家長媳。與丈夫文章一起努力生活，跟隨文章到台北工作，後又返回家中幫忙處理家。 |
| 苗 真  | 李 瓊        | 瑾萍的大姊。                                                                               |
| 劉佳旺 | 烈 誌        | 瑾萍的大姊夫                                                                               |
| 李毅民 | 嵩 原        | 瑾萍二姊夫                                                                                 |
| 周大和 | 阿 發        |                                                                                            |
| 蔡幼龍 | 阿 旺        |                                                                                            |
| 程政鈞 | 局 長        | 郵局局長                                                                                   |
| 曾苡晴 | 玉 蘭        |                                                                                            |
| 吳政勳 | 吳漢文       |                                                                                            |
| 鐘筱花 | 阿玉嫂       |                                                                                            |
| 王云   | 服裝店老闆娘 |                                                                                            |
| 謝美伊 | 成衣廠老闆娘 |                                                                                            |
| 胡濤   | 阿 財        |                                                                                            |
| 朱芊羽 | 林素蘭       |                                                                                            |
| 邱子芯 | 林貞菱       |                                                                                            |
| 鄧筠庭 | 林貞菱       | 幼年貞菱                                                                                   |
| 王政勛 | 林正賢       |                                                                                            |
| 薛柏佑 | 林正賢       | 幼年正賢                                                                                   |
| 胡利   | 雅雯         |                                                                                            |
| 江宣伶 | 金環師姊     |                                                                                            |
| 李美瑛 | 麗娟師姊     |                                                                                            |
| 蔡明毅 | 蔡登賢       |                                                                                            |
| 楊凱琪 | 鄭寶珠       |                                                                                            |
| 陳心妤 | 復健師       |                                                                                            |
| 姜榮峰 | 宏哥         |                                                                                            |
| 馬國畢 | 飯店大廚     |                                                                                            |
| 章家瑄 | 麗婷師姊     |                                                                                            |
| 林子瑄 | 白員老師     | 老師                                                                                       |

## 大愛會客室名單
| 集數   | 日期          | 來賓                           |
| 第01集 | 2015年7月31日 | 龐宜安、湯以白、林秀玲、王中皇 |
| 第02集 | 2015年8月1日  | 高山峰、王中皇、林秀玲         |
| 第03集 | 2015年8月2日  | 王中皇、王詩涵、林秀玲         |
| 第04集 | 2015年8月3日  | 高山峰、李文政、李瑾萍         |
| 第05集 | 2015年8月4日  | 李文政、李瑾萍                 |
| 第06集 | 2015年8月5日  | 王中皇、林秀玲                 |
| 第07集 | 2015年8月6日  | 李瑾萍、林尹川                 |
| 第08集 | 2015年8月7日  | 王中皇、高山峰                 |
| 第09集 | 2015年8月8日  | 王中皇、高山峰                 |
| 第10集 | 2015年8月9日  | 李文政、韓宜邦                 |
| 第11集 | 2015年8月10日 | 李瑾萍、林尹川                 |
| 第12集 | 2015年8月11日 | 李瑾萍、林尹川                 |
| 第13集 | 2015年8月12日 | 張靜之、韓宜邦                 |
| 第14集 | 2015年8月13日 | 張靜之、李瑾萍                 |
| 第15集 | 2015年8月14日 | 張靜之、李瑾萍                 |
| 第16集 | 2015年8月15日 | 張靜之、黃玉榮                 |
| 第17集 | 2015年8月16日 | 張靜之、黃玉榮                 |
| 第18集 | 2015年8月17日 | 李瑾萍、林玉地、黃玉榮         |
| 第19集 | 2015年8月18日 | 李瑾萍、李文政、張淑珍         |
| 第20集 | 2015年8月19日 | 張靜之、黃玉榮                 |
| 第21集 | 2015年8月20日 | 張靜之、黃玉榮                 |
| 第22集 | 2015年8月21日 | 李瑾萍、林玉地、黃玉榮         |
| 第23集 | 2015年8月22日 | 高山峰、林秀玲、李文政         |
| 第24集 | 2015年8月23日 | 李瑾萍、李文政                 |
| 第25集 | 2015年8月24日 | 李瑾萍、林玉地、張靜之         |
| 第26集 | 2015年8月25日 | 林貞菱、李瑾萍                 |
| 第27集 | 2015年8月26日 | 林貞菱、林玉地、李瑾萍         |
| 第28集 | 2015年8月27日 | 林秀玲、李瑾萍                 |
| 第29集 | 2015年8月28日 | 林玉地、李瑾萍                 |
| 第30集 | 2015年8月29日 | 李文政、李瑾萍                 |
| 第31集 | 2015年8月30日 | 李瑾萍、林秀玲                 |
| 第32集 | 2015年8月31日 | 李文政、李瑾萍                 |
| 第33集 | 2015年9月1日  | 林玉地、李瑾萍                 |
| 第34集 | 2015年9月2日  | 金環師姊、李瑾萍               |
| 第35集 | 2015年9月3日  | 林玉地、李瑾萍、林德和         |
| 第36集 | 2015年9月4日  | 林玉地、李瑾萍、林正賢         |
| 第37集 | 2015年9月5日  | 林玉地、李瑾萍、林正賢         |
| 第38集 | 2015年9月6日  | 李瑾萍、陳淑雯                 |
| 第39集 | 2015年9月7日  | 林貞菱、李瑾萍                 |
| 第40集 | 2015年9月8日  | 林玉地、李瑾萍、林貞菱、林正賢 |

## 戲中歌曲
| 曲別   | 歌名     | 演唱者 | 作詞   | 作曲   | 編曲   | 製作人 | 合聲   |
| 片頭曲 | 為我加油 | 方宥心 | 吳嘉祥 | 吳嘉祥 | 吳嘉祥 | 吳嘉祥 |        |
| 片尾曲 | 惜命命   | 謝佩吟 | 十 方  | 季海山 | 戴維雄 | 曹俊鴻 | 謝佩吟 |

## 製作團隊
- 監製：龐宜安
- 總策劃：賈玉華
- 製作人：湯以白、林尹川
- 導演：歐陽昇
- 編審：陳慧慈
- 顧問：李瑾萍、林玉地
- 編劇：陸玉清、傅華貞
- 企劃：魏鳳萱、翁詩閔
- 製作公司:

## 外部連結
- 大愛劇場的Facebook專頁

| 大愛電視台 週一至週日 20:00-20:49     | 大愛電視台 週一至週日 20:00-20:49           | 大愛電視台 週一至週日 20:00-20:49 |
| ------------------------------------- | ------------------------------------------- | --------------------------------- |
|                                       | 永不放棄 （2015年7月31日－2015年9月8日）    |                                   |
| 月娘 （2015年6月21日－2015年7月30日） | 金門大國銘 （2015年9月9日－2015年10月18日） |                                   |

| 中天娛樂台 週一至週日 21:00-22:00     | 中天娛樂台 週一至週日 21:00-22:00           | 中天娛樂台 週一至週日 21:00-22:00 |
| ------------------------------------- | ------------------------------------------- | --------------------------------- |
|                                       | 永不放棄 （2015年7月31日－2015年9月8日）    |                                   |
| 月娘 （2015年6月21日－2015年7月30日） | 金門大國銘 （2015年9月9日－2015年10月18日） |                                   |